# Gujarati (Volk)

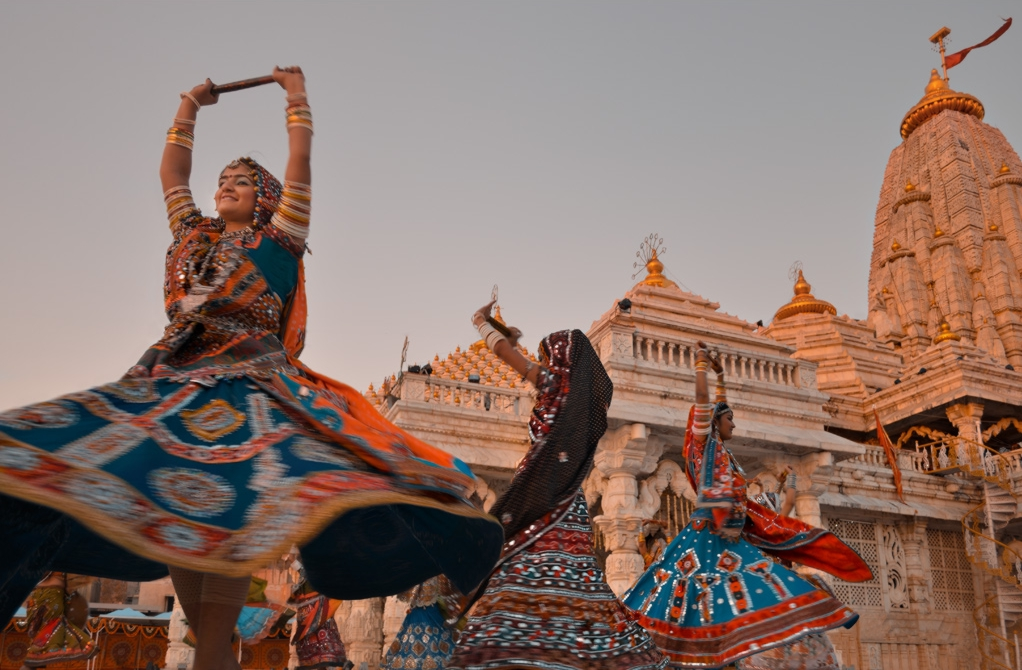
Der Garba-Tanz ist der Volkstanz der Gujarati

Die Gujarati (Gujarati: ગુજરાતી/گجراتی) sind eine indoarische Ethnie, die vor allem im indischen Bundesstaat Gujarat lebt. Weltweit gibt es etwa 60 Millionen Gujarati, außerhalb von Indien leben die meisten Gujarati in Pakistan, den Vereinigten Staaten, Ostafrika und im Vereinigten Königreich.

## Geografische Verbreitung und Diaspora
Die meisten Gujarati leben in Indien im westindischen Bundesstaat Gujarat. Gujarati bilden auch einen bedeutenden Teil der Bevölkerung in Metropole Mumbai und im Gebiet der Distrikte Dadra und Nagar Haveli sowie Daman und Diu, einer ehemaligen portugiesischen Kolonie. In anderen Teilen Indiens leben ebenfalls wegen der großen Binnenmigration zahlreiche Gujarati, neben Mumbai auch in Delhi, Kalkutta, Hyderabad, Chennai, Bangalore und anderen Städten wie Kochi. Im Laufe der Zeit haben Gujarati den Ruf als Indiens größte Kaufleute, Industriebesitzer und Unternehmer zu sein und sind daher seit vielen Jahren als Kaufleute in anderen ehemaligen britischen Kolonien wie Fidschi, Hongkong, Malaysia, einige ostafrikanische Staaten und Südafrika vertreten. Diaspora und transnationale Netzwerke in vielen dieser Länder reichen mehr als ein Jahrhundert zurück. In den letzten Jahrzehnten ist eine größere Anzahl von Gujarati in englischsprachige Länder wie das Vereinigte Königreich, Australien, Neuseeland, Kanada und die Vereinigten Staaten ausgewandert. In jüngeren Zeiten sind durch die Migration von Indern in die Golfstaaten auch dort einige Gujarati (v. a. in Oman und VAE), ebenso in Kontinentaleuropa.
Viele muslimische Gujarati sind nach der Teilung Britisch-Indiens nach Pakistan ausgewandert, dort leben heute bis zu 3,5 Millionen Gujarati. Einige Gujarati sind zu der Zeit auch nach Sri Lanka oder in den Iran ausgewandert.

## Geschichte

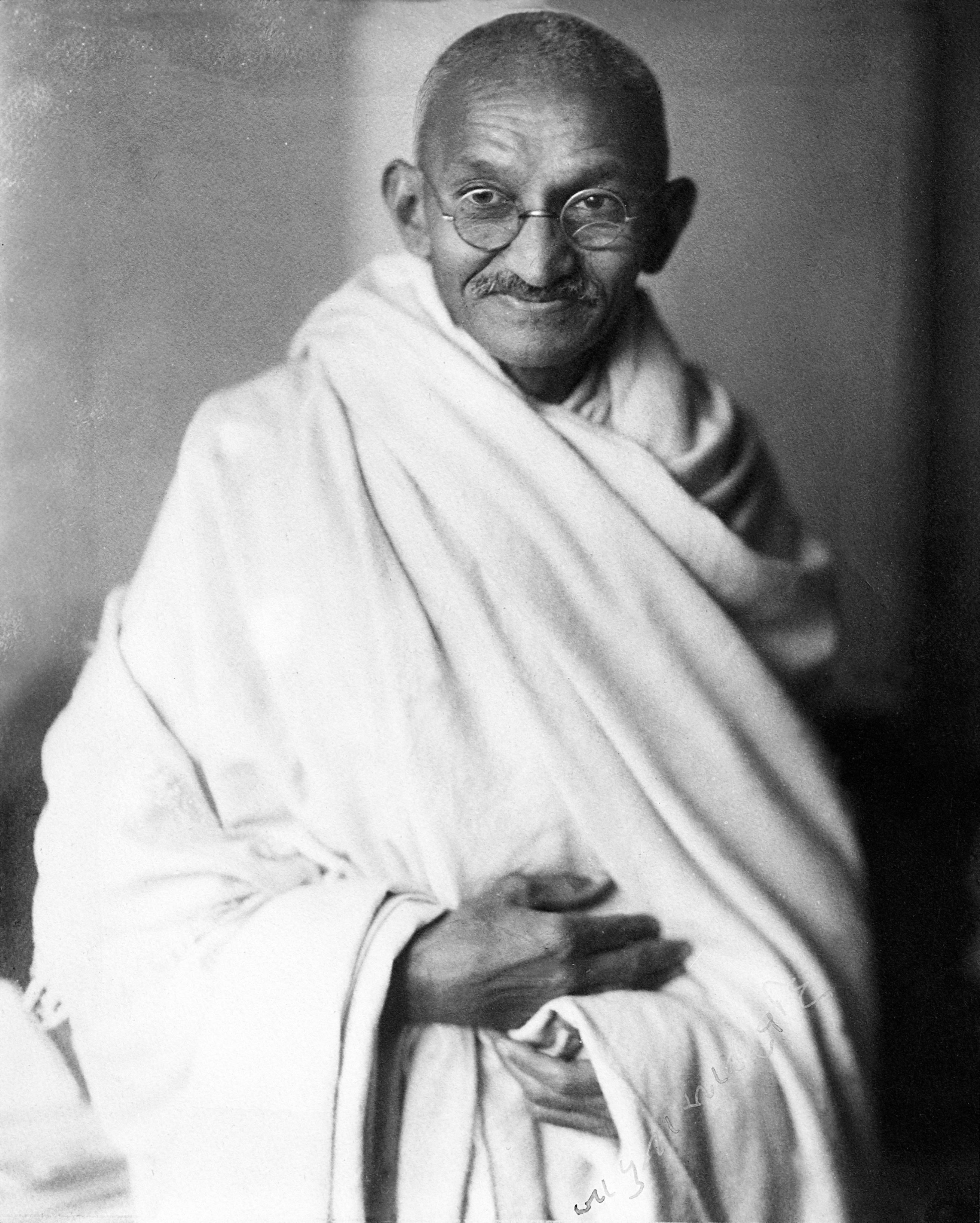
Der indische Freiheitskämpfer Mahatma Gandhi gilt als bekanntester Gujarati

Frühe europäische Entdecker wie Ludovico di Varthema (15. Jahrhundert) reisten nach Gujarat und schrieben über die Menschen in Gujarat. Er bemerkte, dass der Jainismus in Gujarat eine starke Präsenz hatte und meinte, dass Gujaratis von Moguln wegen ihrer Herzensgüte ihres Königreichs beraubt wurden. Er beschrieb die Gujarati als gute Menschen, die niemanden etwas antaten, was sie selbst nicht möchten, und dass sie Vegetarier seien.
In der Geschichte starben immer wieder Gujarati an Epidemien wie der Pestausbruch 1812, wo sich die dortige Bevölkerungszahl halbierte.

## Religionen
Die meisten Gujarati sind heute Hindus, wobei es auch zahlreiche muslimische Gujarati (meist sunnitisch), vor allem in Pakistan, gibt. Es gibt auch einige Jainas, Sikhs, Parsen, Christen, Buddhisten und Baha'i sowie einige wenige jüdische Gujarati. Vor allem in den Großstädten wie Surat, Ahmedabad oder in der Diaspora gibt es zahlreiche Atheisten und Agnostiker.

## Sprache
Ihre Sprache, das indoarische Gujarati, ist eine der 22 Amtssprachen Indiens. Gujarati ist auch eine anerkannte Minderheitssprache in Südafrika. Viele Gujarati sprechen heute auch Hindi oder Urdu und Englisch.